# Galerija Kapelica
Galerija Kapelica se nahaja v Ljubljani, na Kersnikovi ulici 4. Njeni začetki segajo v 1990-ta. Gre za eno od glavnih platform za sodobno raziskovalno umetnost, tako v Sloveniji kot mednarodno. Za programsko usmeritev Kapelice so značilni eksplicitnost in političnost ter predanost kriterijem sodobne raziskovalne umetnosti. Povezujejo se s številnimi sorodnimi institucijami doma in v tujini, med katerimi je najbolj slovit linški festival Ars Electronica.
Predstavljala je dela slovenskih in mednarodnih avtorjev iz področja telesne umetnosti (body art), robotike in drugih družbeno kritičnih in izzivalnih področij. Trenutno se posvečajo predvsem spoju umetnosti in znanstvenih biotehnologij. S Kapelico so sodelovali številni mednarodno prepoznavni umetniški akterji, med njimi Stelarc, Ron Athey, Oleg Kulik, Tomislav Gotovac, Marko Peljhan, Sašo Sedlaček, Marta de Menezes in Guy Ben-Ary.
Poleg razstavljanja se posebej posvečajo tudi produkciji obsežnih, kompleksnih oz. dolgotrajnih umetniških projektov. Pogosto sodelujejo z Majo Smrekar, Sašo Spačal, Polono Tratnik, Špelo Petrič in Mojco Založnik.
Njen pobudnik in umetniški vodja je Jurij Krpan. Producentka in višja kuratorica je Sandra Sajovic.

## Zgodovina
Galerija je bila vzpostavljena leta 1995 s strani Študentske organizacije Univerze v Ljubljani. Ime »Kapelica« izhaja iz dejstva, da je bila v zdajšnjem razstavnem prostoru nekoč katoliška kapela. Vodenje galerije je leta 1995 prevzel arhitekt in kurator Jurij Krpan, produkcijo pa umetnostna zgodovinarka in kuratorka Sandra Sajovic. Leta 2000 se je Galerija Kapelica priključila Zavodu K6/4, ki se je leta 2013 prestrukturiral in preimenoval v Zavod Kersnikova. Poleg Kapelice Zavod Kersnikova tvorita še Kapelici programsko sorodni Biotehna, laboratorij, namenjen umetniškim raziskovanjem živih sistemov, in Rampa, laboratorij za hekanje znanosti, umetnosti in družbe.
V Galeriji Kapelica so vseskozi predstavljali umetnike, ki so jih prepoznali kot take, ki so korak pred drugimi. Takšne, ki so odpirali nova vprašanja, ne pa nujno ponujali tudi odgovorov. Na začetku delovanja galerije, v devetdesetih letih, so razstavljali in predstavljali večinoma dela iz polja body arta, robotike in drugih družbeno kritičnih področij. V zadnjih letih se posvečajo predvsem spoju umetnosti in znanstvenih biotehnologij, t. i. umetnosti živih sistemov. Predstavljajo predvsem umetnike in dela, ki tematizirajo znanost kot produkcijo vednosti, in tako skušajo kulturalizirati polja vse od genetskega spreminjanja do evolucijske biologije.

## Program
Program Kapelice je sestavljen iz razstav, performansov, zvočnih dogodkov, predavanj, pogovorov in delavnic. Naravnan je izrazito mednarodno, saj je približno polovica umetnikov v vsakem programskem obdobju gostujočih. Neozirajoč se na tradicionalno delitev na likovna, uprizoritvena, glasbena, filmska in druga področja, v Kapelici spodbujajo interdisciplinarnost in intermedijsko umetnost. Glavno vodilo je predstavljanje umetniških projektov, ki svoje teme črpajo iz sodobnosti.
Razstave so prostorske, participativne in odzivne. Umetniško zgodbo želijo posredovati nelinearno in (čutno-senzorično) celostno, obenem pa spodbuditi aktivno udeležbo obiskovalca.
Performansi so za Kapelico eni izmed najpomembnejših umetniških izrazov, saj najbolj radikalno strukturirajo prizorišče: galerija postane prostor, kjer se umetniška akcija sreča z akcijo obiskovalcev. Nekateri izmed najbolj odmevnih v Kapelici izvedenih performansov so Intubacija Ive Tabarja, Beli človek, črn pes Olega Kulika in 11 (In Emotion We break) dua Eclipse.
Zvočne dogodke v Galeriji Kapelica prirejajo tako v sklopu razstav kot tudi z dvema posebnima platformama, Bitshiftom in Sonoretumom. Še posebej jih zanimajo projekti, kjer so za produkcijo zvoka instrumenti sestavljeni povsem na novo, oz. v katerih se tradicionalni instrumenti postavljajo v razmerje do sintetičnih, električnih in elektronskih.
Pogoje za boljše poznavanje sveta sodobne umetnosti želijo vzpostaviti z organiziranjem predavanj izbranih umetnikov in strokovnjakov. Predavanja so namenjena predstavitvam pomembnih figur in teoretskim diskusijam in so prostor refleksije in razvoja umetnostne dejavnosti.
Leta 2016 so v Kapelici zagnali projekt Frikšn bar, cikel neformalnih pogovorov in druženj z izjemnimi posamezniki, ki delujejo znotraj znanosti, umetnosti in tehnologije oz. na njihovem preseku. Pogosto jih izvedejo kot del obrazstavnega programa.
Posebno pozornost namenjajo izobraževanju mlajše publike, še posebej v obliki delavnic. Te so namenjene seznanjanju obiskovalcev z novimi topikami, tehnikami in načini umetniškega izražanja na teoretsko-praktičen način. Praviloma jih izvajajo umetniki ali pa znanstveniki, ki znanja in informacije podajajo tematsko in za manjšo skupino zainteresiranih ljudi, so eno- ali večdnevne. Praviloma so zastavljene interdisciplinarno, na njih se prepletajo razna področja, med drugim robotika, biotehnologija in ekologija.

### Bitshift in Sonoretum
Bitshift je serija zvočnih dogodkov, ki traja vse leto. V sklopu cikla se predstavlja produkcijo, ki za generiranje zvoka uporablja razne elektronske medije – izvzemajoč klubsko in modernistično glasbo – in zaobjema kompozicijo, eksperiment in prostorsko instalacijo ter se ključno dogaja v živo. Namen je vzpostavitev kulture zvočne umetnosti in spodbuditi stik med avtorji in avtoricami, ki delujejo na tem področju. Ime »Bitshift« izvira iz računalniškega programa za manipulacijo zvoka v realnem času. Bitshift je ime generatorja, ki v tem programu distorzira zvok na ravni računalniških bitov. V sklopu Bitshifta so se med drugim predstavili Otomo Yoshihide in Taku Unami, Marcus Kaiser in Annette Krebs.
Sonoretum je zvočni vrt (glasbena različica arburetuma), postavljen v podhod med stavbi Kersnikova 4 in 6, ki ga večina pozna kot prehod do kluba K4.  Je ambientalna postavitev osmih zvočnikov, ki so jo v Kapelici na pobudo Marka Košnika in v sodelovanju z Inštitutom Egon March vzpostavili konec leta 2012. Mimoidoče 24 ur na dan, sedem dni v tednu, nagovarja z subtilnimi zvoki in javni prostor spreminja v zvočno estetsko okolje. Sonoretum ni namenjen le predstavitvenim namenom, temveč deluje tudi kot delovni laboratorij za oblikovanje zvoka glede na kontekst hrupnega, a živahnega mestnega vrveža. V Sonoretumu so zvočne ambiente ustvarili in predvajali številni priznani slovenski in tuji zvočni umetniki, med njimi Francisco Lopez, Aljoša Abrahamsberg, Alastair McNeill in Nina Dragičevič.